# Návštěva Drsnolandu
Návštěva Drsnolandu (v anglickém originále Itchy & Scratchy Land) je 4. díl 6. řady (celkem 107.) amerického animovaného seriálu Simpsonovi. Scénář napsal John Swartzwelder a díl režíroval Wes Archer. V USA měl premiéru dne 2. října 1994 na stanici Fox Broadcasting Company a v Česku byl poprvé vysílán 15. prosince 1996 na stanici ČT1.

## Děj
Bart a Líza chtějí navštívit zábavní park Drsnoland, ale Marge už naplánovala rodinný výlet do ptačí rezervace. Bart a Líza přesvědčí rodiče, aby zábavní park navštívili, a prozradí jim, že má i prostory pro dospělé, včetně barů, bowlingových drah a rehabilitačního centra. 
Marge se nelíbí násilná témata a atrakce Drsnolandu, ale rodinný výlet probíhá dobře až do chvíle, kdy Homer a Bart začnou napadat maskoty parku, přičemž Bart vypustí do obleku maskota Itchyho smradlavou bombu a Homer jiného maskota kopne do zadku. Oba jsou zatčeni ochrankou parku a zavřeni do cely. Po propuštění z vazby Marge Barta a Homera poučuje. 
Přestože zaměstnanec parku Simpsonovy ujistí, že jsou roboti naprogramováni tak, aby útočili pouze na sebe navzájem, roboti se vzbouří a začnou útočit na lidi. Pracovník odmítá Simpsonovým umožnit evakuaci na palubu vrtulníku kvůli Bartovým a Homerovým prohřeškům. Je přerušen přívod elektřiny a park se ponoří do tmy. 
Horda robotů Itchyho a Scratchyho postupuje na Simpsonovy. Zatímco Homer zběsile hází věci, aby je odrazil, zjistí, že blesk fotoaparátu zkratuje systémy robotů a znehybní je. Simpsonovi seberou desítky fotoaparátů z obchodu se suvenýry a porazí celou armádu Itchyho a Scratchyho. Zaměstnanci děkují Simpsonovým za záchranu parku. Navzdory prožitému utrpení se shodují, že to byla jejich nejlepší dovolená v životě, ale Marge trvá na tom, aby se o tom už nikdo z nich nezmiňoval.

## Produkce
Tento díl napsal celý tým scenáristů, ale jeho autorství bylo připsáno Johnu Swartzwelderovi. Díl byl velmi náročný na produkci, vyžadoval vytvoření zcela nového prostředí, což znamenalo velké množství psaní a zcela nové kulisy. V době, kdy epizoda vznikala, byla zavedena přísnější cenzura. V důsledku toho se stanice Fox snažila zabránit scenáristům, aby do epizod zahrnuli kreslené seriály Itchy a Scratchy. V reakci na to scenáristé vytvořili tuto epizodu, o níž se rozhodli, že bude co nejnásilnější. Televize pohrozila, že pokud bude epizoda natočena, sama vystřihne části s Itchym a Scratchym, ale ustoupila, když showrunner David Mirkin pohrozil, že to řekne médiím. Scenáristé nicméně slíbili, že se pokusí násilí nepřehánět.
Přestože animace epizody byla poměrně náročná, Návštěva Drsnolandu byla pro animátory „splněným snem“, protože si animování scén plných násilí užívali.

## Kulturní odkazy
Velká část Návštěvy Drsnolandu paroduje Disneyland. Místní měna je parodií na Disneyland v Paříži, tehdy známý jako EuroDisney, který v té době upadal. Některé scény, jako například let vrtulníkem, logo viditelné na boku vrtulníku a některé prvky příběhu, parodují knihu a film Michaela Crichtona Jurský park. Další části epizody, jako je tvrzení parku, že je „zábavním parkem budoucnosti“, a věta „kde se nemůže nic pokazit“, stejně jako zápletka se vzpourou robotů v parku, vycházejí z dalšího Crichtonova příběhu, Westworld. Scratchtasia je odkazem na část Čarodějův učeň z filmu Fantazie, přičemž několik záběrů a hudba jej přesně parodují. Kromě toho prostor, kde se kreslený film Scratchtasia promítá, a dokument, jehož je součástí, připomíná předpremiéru Velké filmové jízdy ve studiích MGM v resortu Walt Disney World v Orlandu na Floridě. Pinnitchio je parodií na Disneyho film Pinocchio z roku 1940. Homer a Marge tančí v T.G.I. McScratchy's, „kde je neustále Silvestr“; jedná se o parodii na Pleasure Island ve Walt Disney World, kde se každou noc od roku 1990 do Silvestra 2005 slavilo, jako by to byl silvestr. Hans Krtkovic, na kterého v telefonní budce útočí draví ptáci, je parodií na film Alfreda Hitchcocka Ptáci z roku 1963; údajný antisemitismus Walta Disneyho je parodován v postavě Rogera Meyerse staršího v kresleném filmu Nacisté jsou naši nadřízení. Zvuk vydávaný vozidlem, které veze Barta do vazební věznice, připomíná zvuk vydávaný pozemními raketoplány, jež převážejí piloty stíhaček uvnitř základny Rebelů ve filmu Star Wars: Epizoda IV – Nová naděje z roku 1977. Margina amišská vzpomínka připomíná film Petera Weira Svědek z roku 1985.

## Přijetí

### Kritika
Epizoda se umístila na sedmém místě v žebříčku 25 nejlepších epizod seriálu, který v roce 2003 sestavil časopis Entertainment Weekly, přičemž autoři poznamenali: „Když animatronici zaútočí, je souboj mezi člověkem a strojem – no dobře, Homerem a obří robotickou myší – bouřlivým vyvrácením kapitalismu v amoku.“.
Warren Martyn a Adrian Wood díl označili za „netypickou epizodu s mimořádně řídkým dějem“, ale dodali, že „každý, kdo byl v Disneylandu, pochopí pointu“.
Epizoda se umístila na šestém místě v žebříčku deseti nejlepších dílů seriálu Simpsonovi, který sestavil časopis Today v roce 2007.
V roce 2019 díl časopis Consequence zařadil na desáté místo svého seznamu 30 nejlepších epizod Simpsonových.
V roce 2014 autoři seriálu Simpsonovi vybrali Scratchtasii z této epizody jako jednu z devíti nejoblíbenějších epizod seriálu Itchy a Scratchy všech dob.
Scéna v obchodě se suvenýry, kde Bart najde personalizovanou poznávací značku se jménem Bort, se stala součástí populární kultury a inspirovala fanoušky k výrobě marnivých značek a suvenýrů v obchodech se simpsonovskou tematikou v Universal Orlando. Scenárista Bill Oakley řekl, že se mu tento vtip vždycky líbil, ale byl překvapen, že získal „legendární status“. Autor knihy Planet Simpson Chris Turner označil vtip za „jednoznačně simpsonovský“.

### Sledovanost
V původním vysílání se díl umístil na 67. místě ve sledovanosti v týdnu od 26. září do 2. října 1994 s ratingem Nielsenu 9,0, což odpovídá přibližně 8,6 milionu diváckých domácností. Byl to spolu s Melrose Place třetí nejlépe hodnocený pořad na stanici Fox v tomto týdnu, hned po Beverly Hills 90210 a Aktech X.